# Libavka shalon
Libavka shalon (Gaultheria shallon) je keř z čeledi vřesovcovitých s kožovitými listy, pocházející ze západu Severní Ameriky.

## Popis
Libavka shalon je poléhavý až vzpřímený keř dorůstající výšky 20 cm až 5 metrů. Listy jsou stálezelené, tuhé, tlusté, vejčitého tvaru, na líci tmavě zelené a lesklé, na rubu drsné a světleji zelené. Listy jsou 5 až 10 cm dlouhé, s čepelí na okraji jemně ostře pilovitou. Květenství je hrozen vyrůstající na konci větévek a tvořený 5 až 15 květy. Květ se skládá ze žláznatého hluboce 5-laločného kalichu a narůžovělé žláznaté až chlupaté baňkovité koruny o délce 7 až 10 milimetrů. Plody jsou načervenalé až modré, drsné, chlupaté a téměř kulaté, jejich průměr činí 6 až 10 milimetrů.

## Ekologie
Rostlina je tolerantní vůči jak slunečným, tak stinným podmínkám v nízkých a středních nadmořských výškách. Jedná se o obvyklý podrost jehličnatých lesů, ve kterých může dominovat i většímu území. V pobřežních oblastech může tvořit husté nepropustné houštiny. Její rozšíření na severu zasahuje až na jih Aljašky. V Kalifornských pobřežních horách často roste společně s jedovatcem Toxicodendron diversilobum.

## Poživatelnost
Rostlina má tmavě modré plody, které jsou ve skutečnosti tvořeny zduřelým kalichem a jsou stejně jako listy jedlé a jsou účinné v potlačování chuti. Mají specifickou chuť. Plody libavky shallon bývaly důležitým zdrojem potravy původních obyvatel, kteří je buď jedli čerstvé nebo sušili do koláčů. Dále byly využívány jako sladidla, Hajdové s nimi dokonce zahušťovali vejce lososů. Listy se daly použít také jako příchuť do rybí polévky.
V nynější době se plody rostliny používají při výrobě džemů, zavařenin a ovocných buchet, často v kombinaci s mahónií cesmínolistou, jejíž kyselost se dá snadno překrýt sladkostí libavky.

## Výskyt v Evropě
Libavka byla introdukována do Velké Británie v roce 1828 Davidem Douglasem, který z ní chtěl udělat okrasnou rostlinu. Jedním z prvních využití na ostrovech pro libavku bylo sázení na střelnicích, kde sloužila jako krytí pro bažanty. Pak se ale rozšířila do vřesovišť a kyselých lesů jižní Anglie, kde často vytváří husté a vysoké vždyzelené křoviny dusící okolní vegetaci. Správci vřesovišť ji často pokládají za plevel, v zimě se z ní však stává ideální rostlina pro pastvu dobytka.

## Zdravotní účinky
Původní obyvatelé využívali rostlinu ve zdravotnictví po mnohé generace, nyní však nejsou její účinky příliš známé, ani používané. Ví se, že listy zastavují krvácení, takže se jedná o protizánětlivou a protikřečovou rostlinu. Připravením listů do čaje nebo tinktury se dá zmenšit vnitřní zánětlivost, například v močovém měchýři, břiše, dvanácterníku, také se dá omezit pálení žáhy, špatné trávení, průjem, vysoká teplota nebo menstruační křeče. Obklad z listu zlehčuje nepříjemnost kousanců či bodnutí od hmyzu.

## Ekonomické využití
Na severozápadě Severní Ameriky je kolem rostliny postaven průmysl zaměřující se na dodávání vždyzelených rostlin do květinářství celého světa.